# Сьерра-тотонакский язык
Сьерра-тотонакский язык (Sierra Totonac) — совокупность тотонакских языков коренных народностей, проживающих в мексиканских штатах Пуэбла и Веркарус. Язык стал самым известным благодаря труду Германа "Педро" Ашманна, который создал небольшой словарь и несколько научных статей по этому языку.

## Разновидности
Разновидности сьерра-тотонакского языка весьма разнообразны, и специалисты склонны считать их отдельными языками:
- Горный тотонакский язык (Highlabd Totonac, Sierra Totonac, Totonaco de la Sierra), на котором говорят в штатах Веракрус, Пуэбла и в муниципалитете Сакатлан.
- Коатепекский тотонакский язык†
- Коютланский тотонакский язык (Coyutla Totonac, Totonaco de Coyutla), на котором говорят у подножия гор к северу от рек Сьерра-Тотонака и Олинтла в штате Пуэбла
- Олинтланский тотонакский язык
- Оселонакастланский тотонакский язык
- Сапотитланский (сапотитлан-де-мендесский) тотонакский язык (горный район Сьерра-Норте-де-Пуэбла)
- Уэуэтланский тотонакский язык

Сапотитланский является самым известным, будучи описанным Ашманном.